# Very
Very – piąty album studyjny brytyjskiej grupy Pet Shop Boys, grającej muzykę elektroniczną. Został wydany w 1993 roku i sprzedał się w ponad 5 milionach kopii na świecie.

## Historia
Albumem Very grupa Pet Shop Boys zrobiła kolejny zwrotny punkt w swojej karierze, przechodząc ze stłumionego elektronicznego popu z albumu Behaviour do muzyki dance granej za pomocą wielu instrumentów.
Została wydana także wersja specjalna albumu, zatytułowana Very Relentless. Druga płyta tej edycji, Relentless, zawierała sześć bardziej eksperymentalnych i instrumentalnych utworów dance. Były plany, by rozszerzyć Relentless o kolejne sześć utworów, tworząc w ten sposób pełnowymiarowy album, ale ostatecznie do tego nie doszło. Utwory z Relentless nie ukazały się nigdzie indziej (z wyjątkiem utworu "Forever in love", który został zamieszczony na płycie Very/Further Listening 1992-1994).
Oryginalne pudełko albumu Very było pomarańczowe i miało unikalne, charakterystyczne wyżłobienia (podobnie jak w klockach Lego, toteż pudełko nazywano pudełkiem Lego). Za projekt ten odpowiadał Daniel Weil ze Studia Pentagram w Londynie.
Ponowne wznowienia albumu nastąpiły w latach 1996 (za "pół ceny", w zwykłym pudełku), 2001 (jako Very/Further Listening 1992-1994, czyli album zremasterowany i zawierający utwory ze "strony B" i wcześniej niepublikowane) oraz 2009 (tylko Very, zremasterowany).
W 2000 miesięcznik „Q” umieścił Very na 91 miejscu listy najlepszych brytyjskich albumów wszech czasów. Album Very znalazł się także w książce 1001 albumów, które musisz usłyszeć przed śmiercią.

## Lista utworów

### Very
1. "Can you forgive her?" – 3:57
2. "I wouldn't normally do this kind of thing" – 3:03
3. "Liberation" – 4:05
4. "A different point of view" – 3:24
5. "Dreaming of the Queen" – 4:20
6. "Yesterday, when I was mad" – 3:55
7. "The theatre" – 5:10
8. "One and one make five" – 3:30
9. "To speak is a sin" – 4:45
10. "Young offender" – 4:50
11. "One in a million" – 3:52
12. "Go West" (+ "Postscript (I Believe In Ecstasy)" (hidden track zaczynający się w 7 minucie i 7 sekundzie “Go West”) – 1:15[4]) – 8:21

### Relentless
1. "My head is spinning" – 6:33
2. "Forever in love" – 6:19
3. "KDX 125" – 6:25
4. "We came from outer space" – 5:24
5. "The man who has everything" – 6:01
6. "One thing leads to another" – 6:24[4]

### Very/Further Listening 1992-1994
1. "Go West" (1992 twelve-inch mix) – 9:09
2. "Forever in Love" – 5:44
3. "Confidential" (demo for Tina) – 4:47
4. "Hey, Headmaster" – 3:06
5. "Shameless" – 5:04
6. "Too Many People" – 4:25
7. "I Wouldn't Normally Do This Kind of Thing" (seven-inch version) – 4:45
8. "Violence" (Haçienda version) – 5:00
9. "Falling" (demo for Kylie) – 4:38
10. "Decadence" – 3:55
11. "If Love Were All" – 3:00
12. "Absolutely Fabulous" (single version) – 3:46
13. "Euroboy" – 4:30
14. "Some speculation" – 6:34
15. "Yesterday, When I Was Mad" (single version) – 4:01
16. "Girls & Boys (Blur)" (live in Rio) – 4:55[4]

## Skład zespołu

### Stały
- Neil Tennant
- Chris Lowe

### Goście
- Pete Gleadall – programowanie
- J.J. Belle – gitara w utworach 3 i 12
- Frank Ricotti – perkusja w utworze 5
- Phil Todd, Snake Davis, John Barclay, John Thirkell i Mark Nightingale – orkiestra w utworze 12
- Anne Dudley – aranżacja orkiestry i konduktor w utworach 3, 5 i 7
- Richard Niles – aranżacja orkiestry, chóru i instrumentów klawiszowych w utworze 12
- Sylvia Mason-James – wokal wspierający w utworach 7, 11 i 12
- Dainton Connell – wokal wspierający w utworze 8
- Carol Kenyon – wokal wspierający w utworach 9 i 10
- Katie Kissoon i Tessa Niles – wokal wspierający w utworze 10
- Joanna Wyatt, Thomas Rogers, Laurie Smith, Hody Smith, Nigel Francis, Francis Hatson, Lee Harris, Lucy Clark, Marie-Claire Peterson i Victoria Ferher – chór w utworze 7
- Scott Altman, James Bassi, Hugh Berberich, Rodne Brown, Maurizio Corbino, Martin Doner, Dan Egan, James Gandre, Paul Houghtaling, Michael Hume, Robert Kuehn, Drew Martin, Joseph Nelson Neal, Mark Rehnstrom, Steven Tachell i Frank Nemhauser – chór w utworze 12